# Autumn Classic International de 2016
Autumn Classic International de 2016 foi a terceira edição do Autumn Classic International, um evento anual de patinação artística no gelo organizado pelo Skate Canada, e que fez parte do Challenger Series de 2016–17. A competição foi disputada entre os dias 28 de setembro e 1 de outubro, na cidade de Montreal, Quebec, Canadá.

## Eventos
- Individual masculino
- Individual feminino
- Duplas
- Dança no gelo

## Medalhistas
| Evento                        | Ouro                                        | Prata                                             | Bronze                                                   |
| Sênior (Challenger Series)    |                                             |                                                   |                                                          |
| Individual masculino detalhes | Yuzuru Hanyu · Japão                        | Misha Ge · Uzbequistão                            | Max Aaron · Estados Unidos                               |
| Individual feminino detalhes  | Mirai Nagasu · Estados Unidos               | Alaine Chartrand · Canadá                         | Elizabet Tursynbaeva · Cazaquistão                       |
| Duplas detalhes               | Julianne Séguin · Charlie Bilodeau · Canadá | Vanessa James · Morgan Ciprès · França            | Marissa Castelli · Mervin Tran · Estados Unidos          |
| Dança no gelo detalhes        | Tessa Virtue · Scott Moir · Canadá          | Kaitlin Hawayek · Jean-Luc Baker · Estados Unidos | Laurence Fournier Beaudry · Nikolaj Sørensen · Dinamarca |
| Júnior                        |                                             |                                                   |                                                          |
| Individual masculino detalhes | Edrian Paul Celestino · Canadá              | Mark Gorodnitsky · Israel                         | Iliya Kovler · Canadá                                    |
| Individual feminino detalhes  | Aurora Cotop · Canadá                       | Olivia Gran · Canadá                              | An So-hyun · Coreia do Sul                               |

## Resultados

### Sênior

#### Individual masculino
| Pos.              | Nome                | Nacionalidade  | Pontos | PC         | PL          |
| ----------------- | ------------------- | -------------- | ------ | ---------- | ----------- |
| Medalha de ouro   | Yuzuru Hanyu        | Japão          | 260.57 | 88.30 (1)  | 172.27 (1)  |
| Medalha de prata  | Misha Ge            | Uzbequistão    | 230.55 | 79.52 (2)  | 151.03 (3)  |
| Medalha de bronze | Max Aaron           | Estados Unidos | 226.13 | 70.74 (5)  | 155.39 (2)  |
| 4                 | Keegan Messing      | Canadá         | 215.10 | 75.41 (3)  | 139.69 (4)  |
| 5                 | Bennet Toman        | Canadá         | 206.41 | 70.78 (4)  | 135.63 (5)  |
| 6                 | Daniel Samohin      | Israel         | 189.90 | 60.81 (7)  | 129.09 (7)  |
| 7                 | Javier Raya         | Espanha        | 188.04 | 57.72 (9)  | 130.32 (6)  |
| 8                 | Nicholas Vrdoljak   | Croácia        | 187.28 | 61.71 (6)  | 125.57 (8)  |
| 9                 | Harry Mattick       | Reino Unido    | 169.33 | 56.37 (11) | 112.96 (10) |
| 10                | Jamie Wright        | Reino Unido    | 163.65 | 57.45 (10) | 106.20 (11) |
| 11                | Leslie Man Cheuk Ip | Hong Kong      | 161.18 | 46.56 (13) | 114.62 (9)  |
| 12                | Jordan Dodds        | Austrália      | 154.90 | 53.21 (12) | 101.69 (12) |
| 13                | Andrew Dodds        | Austrália      | 154.59 | 58.28 (8)  | 96.31 (13)  |
| 14                | Mark Webster        | Austrália      | 129.85 | 44.60 (14) | 85.25 (14)  |
| 15                | Diego Saldana       | México         | 102.76 | 39.53 (15) | 63.23 (15)  |

#### Individual feminino
| Pos.              | Nome                  | Nacionalidade  | Pontos | PC         | PL         |
| ----------------- | --------------------- | -------------- | ------ | ---------- | ---------- |
| Medalha de ouro   | Mirai Nagasu          | Estados Unidos | 189.11 | 73.40 (1)  | 115.71 (2) |
| Medalha de prata  | Alaine Chartrand      | Canadá         | 186.11 | 56.61 (6)  | 129.50 (1) |
| Medalha de bronze | Elizabet Tursynbayeva | Cazaquistão    | 172.46 | 61.48 (2)  | 110.98 (3) |
| 4                 | Rika Hongo            | Japão          | 170.34 | 60.33 (4)  | 110.01 (4) |
| 5                 | Mariko Kihara         | Japão          | 161.21 | 59.09 (5)  | 102.12 (5) |
| 6                 | Kim Na-Hyun           | Coreia do Sul  | 160.91 | 60.38 (3)  | 100.53 (6) |
| 7                 | Joshi Helgesson       | Suécia         | 153.80 | 53.55 (8)  | 100.25 (7) |
| 8                 | Franchesca Chiera     | Estados Unidos | 137.21 | 56.09 (7)  | 81.12 (11) |
| 9                 | Anastasia Galustyan   | Armênia        | 136.65 | 50.79 (9)  | 85.86 (10) |
| 10                | Chloe Ing             | Singapura      | 132.22 | 42.74 (12) | 89.48 (8)  |
| 11                | Michelle Long         | Canadá         | 131.42 | 44.13 (10) | 87.29 (9)  |
| 12                | Larkyn Austman        | Canadá         | 121.46 | 42.23 (13) | 79.23 (13) |
| 13                | Colette Coco Kaminski | Polônia        | 119.56 | 38.77 (16) | 80.79 (12) |
| 14                | Maisy Hiu Ching Ma    | Hong Kong      | 112.24 | 43.87 (11) | 68.37 (14) |
| 15                | Michaela Du Toit      | África do Sul  | 109.92 | 41.93 (14) | 67.99 (15) |
| 16                | Amanda Stan           | Romênia        | 107.50 | 41.66 (15) | 65.84 (17) |
| 17                | Son Suh-Hyun          | Coreia do Sul  | 97.85  | 31.91 (17) | 65.94 (16) |

#### Duplas
| Pos.              | Nome                               | Nacionalidade  | Pontos | PC        | PL         |
| ----------------- | ---------------------------------- | -------------- | ------ | --------- | ---------- |
| Medalha de ouro   | Julianne Séguin / Charlie Bilodeau | Canadá         | 208.30 | 71.40 (1) | 136.90 (1) |
| Medalha de prata  | Vanessa James / Morgan Ciprès      | França         | 198.90 | 65.58 (3) | 133.32 (2) |
| Medalha de bronze | Marissa Castelli / Mervin Tran     | Estados Unidos | 173.62 | 67.50 (2) | 106.12 (3) |
| 4                 | Camille Ruest / Andrew Wolfe       | Canadá         | 159.28 | 64.40 (4) | 94.88 (4)  |
| 5                 | Kim Kyu-eun / Alex Kang-Chan Kam   | Coreia do Sul  | 123.24 | 43.88 (5) | 79.36 (5)  |
| 6                 | Paris Stephens / Matthew Dodds     | Austrália      | 96.84  | 33.00 (6) | 63.84 (6)  |

#### Dança no gelo
| Pos.              | Nome                                         | Nacionalidade  | Pontos | DC        | DL         |
| ----------------- | -------------------------------------------- | -------------- | ------ | --------- | ---------- |
| Medalha de ouro   | Tessa Virtue / Scott Moir                    | Canadá         | 189.20 | 77.72 (1) | 111.48 (1) |
| Medalha de prata  | Kaitlin Hawayek / Jean-Luc Baker             | Estados Unidos | 160.50 | 62.70 (3) | 97.80 (2)  |
| Medalha de bronze | Laurence Fournier Beaudry / Nikolaj Sørensen | Dinamarca      | 152.00 | 63.26 (2) | 88.74 (4)  |
| 4                 | Isabella Tobias / Ilia Tkachenko             | Israel         | 150.32 | 59.36 (4) | 90.96 (3)  |
| 5                 | Marie-Jade Lauriault / Romain Le Gac         | França         | 143.60 | 55.46 (6) | 88.14 (5)  |
| 6                 | Olivia Smart / Adrià Díaz                    | Espanha        | 141.50 | 56.10 (5) | 85.40 (6)  |
| 7                 | Carolane Soucisse / Shane Firus              | Canadá         | 128.78 | 48.78 (7) | 80.00 (7)  |
| 8                 | Celia Robledo / Luis Fenero                  | Espanha        | 122.88 | 47.30 (8) | 75.58 (8)  |
| 9                 | Haley Sales / Nikolas Wamsteeker             | Canadá         | 112.52 | 46.76 (9) | 65.76 (9)  |

### Júnior

#### Individual masculino júnior
| Pos.              | Nome                  | Nacionalidade | Pontos | PC        | PL         |
| ----------------- | --------------------- | ------------- | ------ | --------- | ---------- |
| Medalha de ouro   | Edrian Paul Celestino | Canadá        | 164.99 | 59.99 (1) | 107.61 (2) |
| Medalha de prata  | Mark Gorodnitsky      | Israel        | 163.18 | 55.57 (2) | 105.00 (1) |
| Medalha de bronze | Iliya Kovler          | Canadá        | 131.09 | 44.75 (3) | 86.34 (3)  |
| 4                 | James Thompson        | Austrália     | 109.96 | 37.58 (4) | 72.38 (4)  |

#### Individual feminino júnior
| Pos.              | Nome                    | Nacionalidade | Pontos | PC         | PL         |
| ----------------- | ----------------------- | ------------- | ------ | ---------- | ---------- |
| Medalha de ouro   | Aurora Cotop            | Canadá        | 139.56 | 47.06 (3)  | 92.50 (1)  |
| Medalha de prata  | Olivia Gran             | Canadá        | 133.49 | 45.88 (5)  | 87.61 (2)  |
| Medalha de bronze | An So-hyun              | Coreia do Sul | 130.69 | 43.32 (6)  | 87.37 (3)  |
| 4                 | Mckenna Colthorp        | Canadá        | 129.67 | 47.64 (2)  | 82.03 (4)  |
| 5                 | Alicia Pineault         | Canadá        | 127.51 | 48.59 (1)  | 78.92 (5)  |
| 6                 | Amanda Tobin            | Canadá        | 124.10 | 46.67 (4)  | 77.43 (6)  |
| 7                 | Lissa Anne Mcgaghey     | Canadá        | 108.96 | 39.34 (7)  | 69.62 (7)  |
| 8                 | Andrea Montesinos Cantu | México        | 103.35 | 36.50 (8)  | 66.85 (8)  |
| 9                 | Anastassiya Khvan       | Cazaquistão   | 85.40  | 32.85 (10) | 52.55 (9)  |
| 10                | Stephanie Chang         | Taipé Chinesa | 82.66  | 33.09 (9)  | 49.57 (11) |
| 11                | Lucy Sori Yun           | Austrália     | 77.04  | 26.42 (12) | 50.62 (10) |
| 12                | Yat Long Cherry Lee     | Hong Kong     | 75.64  | 28.82 (11) | 46.82 (12) |

## Quadro de medalhas
| Ordem | País           | Medalha de ouro | Medalha de prata | Medalha de bronze |    | Ordem por total |
| ----- | -------------- | --------------- | ---------------- | ----------------- | -- | --------------- |
| 1     | Canadá         | 2               | 1                |                   | 3  | 2               |
| 2     | Estados Unidos | 1               | 1                | 2                 | 4  | 1               |
| 3     | Japão          | 1               |                  |                   | 1  | 3               |
| 4     | França         |                 | 1                |                   | 1  | 3               |
| 4     | Uzbequistão    |                 | 1                |                   | 1  | 3               |
| 6     | Cazaquistão    |                 |                  | 1                 | 1  | 3               |
| 6     | Dinamarca      |                 |                  | 1                 | 1  | 3               |
| TOTAL | TOTAL          | 4               | 4                | 4                 | 12 | —               |

Geral
| Ordem | País           | Medalha de ouro | Medalha de prata | Medalha de bronze |    | Ordem por total |
| ----- | -------------- | --------------- | ---------------- | ----------------- | -- | --------------- |
| 1     | Canadá         | 4               | 2                | 1                 | 7  | 1               |
| 2     | Estados Unidos | 1               | 1                | 2                 | 4  | 2               |
| 3     | Japão          | 1               |                  |                   | 1  | 3               |
| 4     | França         |                 | 1                |                   | 1  | 3               |
| 4     | Israel         |                 | 1                |                   | 1  | 3               |
| 4     | Uzbequistão    |                 | 1                |                   | 1  | 3               |
| 7     | Cazaquistão    |                 |                  | 1                 | 1  | 3               |
| 7     | Coreia do Sul  |                 |                  | 1                 | 1  | 3               |
| 7     | Dinamarca      |                 |                  | 1                 | 1  | 3               |
| TOTAL | TOTAL          | 6               | 6                | 6                 | 18 | —               |